# Uralmaix (clan)
|  | Per a altres significats, vegeu «Uralmaix (desambiguació)». |

Uralmaix és la denominació que ha tingut un grup del crim organitzat amb origen a la ciutat russa d'Iekaterinburg, sorgit a partir del control de l'empresa homònima, i que ha estat considerat una de les faccions destacades de les màfies russes sorgides amb la descomposició de l'URSS.
L'origen d'Uralmaix fou una banda de criminals sorgida els anys 80, organitzada al voltant dels germans Tsiganov i altres esportistes que entrenaven en gimnasos de l'aleshores Sverdlovsk (nom soviètic d'Iekaterinburg). El que era un grup d'extorsionadors de comerços de la ciutat, començà a controlar diversos negocis de major rellevància a partir de la transició econòmica i social que durant els anys 90 suposà la fi del règim comunista. Així, es beneficiaren de les possibilitats que trobaren al voltant de la Uralski Mahinostroitelni Zavod, una gegantina planta de fabricació de maquinària coneguda com a Uralmaix. La barreja de negocis legals i i·legals van fer créixer el poder de l'organització, que s'estima que va arribar a controlar 200 empreses i 12 bancs, amb inversions en el sector del coure (Holding Evropa), el petroli (Uralnefteproduct), o les telecomunicacions (Uralwestcom, Continental-Link), entre d'altres. Aquesta gran expansió d'Uralmaix originà, entre 1991 i 1993, una cruenta guerra contra dos altres grups criminals tradicionals que es van veure amenaçats (els sinie i Tsentrálnaia). Una major organització i el suborn de les autoritats van fer que Uralmaix s'imposés clarament, tot i que Grigory Tsiganov fou assassinat. Testimoni d'aquella violència són les diverses tombes dels cementiris d'Iekaterinburg, esculpides amb estètica ostentosa i gàngster, com les dels caps del clan Tsentrálnaia, Mikhail Kuchin i Oleg Vagin. Uralmaix va pactar les condicions d'una nova pau entre bandes, i es concentrà en la seva expansió econòmica, mentre les activitats benèfiques i esportives li servien per a ser considerada una màfia toba. Fins i tot van legalitzar-se com a partit polític, amb les sigles OSP. L'any 1995 l'organització va donar suport a la campanya per reelegir Eduard Róssel com a governador de l'óblast de Sverdlovsk. Després de la fugida de Konstantín Tsiganov a Bulgària, el lideratge del grup va passar a mans d'Alekandr Khabarov, que va ser detingut el 2004 i va aparèixer mort a la presó un any més tard. D'ençà de la mort de Khabarov, l'activitat pública del grup va anar disminuint. L'any 2015, Dubai va extradir a Rússia un dels membres d'Uralmaix que va fugir després de la mort de Khabarov, Alekandr Kukoviakin.